# ボイリング現象

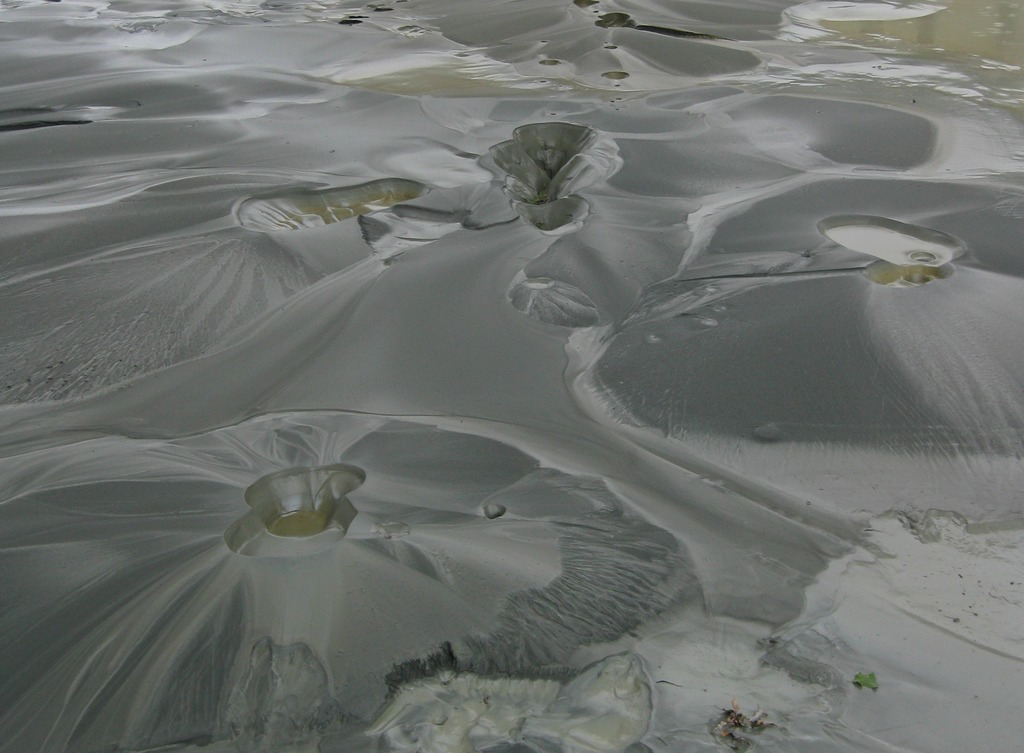
カンタベリー地震 (2011年)

ボイリング現象（ボイリングげんしょう）は、孔底および孔周囲が砂地盤の場合で、孔内水位より孔周囲の地下水が高い場合に孔周囲から浸透流によって、孔底より砂粒子が水と共に吹き上がる現象である。